# Schizoprymnus vissas
Schizoprymnus vissas är en stekelart som beskrevs av Papp 1991. Schizoprymnus vissas ingår i släktet Schizoprymnus och familjen bracksteklar. Inga underarter finns listade i Catalogue of Life.